# Brouwi
Brouwi (ou Broui) est une localité du Cameroun située dans la commune de Moutourwa, le département du Mayo-Kani et la Région de l'Extrême-Nord, au pied des monts Mandara, à proximité de la frontière avec le Tchad.

## Population
Lors du recensement de 2005, Brouwi comptait 1 497 habitants.